# Autorregulador del Mercado de Valores de Colombia
El Autorregulador del Mercado de Valores de Colombia (AMV) es una organización de carácter privado, sin ánimo de lucro que regula, monitorea, disciplina, y profesionaliza el mercado de valores colombiano. 
El AMV trabaja junto a los intermediarios del Mercado de valores y divisas, y en coordinación con las autoridades estatales, para promover las buenas prácticas, proteger a los inversionistas y darle transparencia al mercado.

## Historia
El AMV surge en el año 2006, como una respuesta a la necesidad del mercado colombiano de elevar sus estándares de una manera proactiva, garantizar la integridad, transparencia y, sobre todo, brindar seguridad y confianza a los inversionistas,
Su creación se da en los términos establecidos por la Ley 964 de 2005 y el Decreto 1565 de 2006 (que fueron recogidos en el Decreto 2555 de 2010); estas normas definen las funciones del Autorregulador y su alcance, señalando que, quienes realicen actividades de intermediación de valores, deben autorregularse para poder actuar en este mercado.
En 2009, se identificó la relevancia de contar con un esquema de autorregulación voluntaria también en divisas y el 15 de octubre de 2010, sustentado en el Decreto 039 de 2009, el Autorregulador del Mercado de Valores dio inicio al esquema voluntario de Autorregulación en el mercado de Divisas.